# Stenaelurillus marusiki
Stenaelurillus marusiki är en spindelart som beskrevs av Dmitri Viktorovich Logunov 200. Stenaelurillus marusiki ingår i släktet Stenaelurillus och familjen hoppspindlar. Inga underarter finns listade i Catalogue of Life.